# Climate Change Centre Austria
Das Climate Change Centre Austria (kurz CCCA) ist ein österreichisches Klimaforschungsnetzwerk. Es definiert sich als Anlaufstelle für Forschung, Politik, Medien und Öffentlichkeit in allen Fragen der Klimaforschung in Österreich. Die Institution wurde am 18. Juli 2011 in Wien gegründet und beabsichtigt die Förderung eines nachhaltigen Klimadialogs in Wissenschaft und Forschung.

## Ziele
Oberste Priorität dieser wissenschaftlichen Einrichtung ist die Förderung der Forschung zum Klimawandel, insbesondere folgende Punkte:
- Ursachen des Klimawandels (physikalisch, politisch, ökonomisch, kulturell, sozial)
- Folgen des Klimawandels für Gesellschaft, Wirtschaft und Umwelt
- Strategien zum Klimaschutz (Mitigation, deutsch Entschärfung)
- Anpassung an die globale Erwärmung (Adaptation)
- Ermittlung von Vulnerabilitäten
- Identifikation von Kapazitäten

Das CCCA strebt eine qualitativ hochstehende Klimaforschung in Österreich an, die national verankert ist und sich international zu profilieren weiß. Zu diesem Zweck wurden drei operative Einrichtungen geschaffen: die Geschäftsstelle (CCCA Coordination Office), das Servicezentrum (CCCA Service Centre) und das Datenzentrum (CCCA Data Centre).
Im Herbst 2019 legte das Netzwerk einen alternativen Klimaplan, den Ref-NEKP, vor, mit dem Österreich die EU-Vorgaben einhalten können soll.

## Vorstand
Im Vorstand sind international renommierte Forscher vertreten. Traditionell soll im Vorstand die gesamte Spitzenforschung Österreichs abgebildet werden.
Vorstandsperiode 2024–2026:
- Harald Rieder (Universität für Bodenkultur Wien), Obmann
- Gerhard Wotawa (GeoSphere Austria), Obmann
- Tania Berger (Universität für Weiterbildung Krems)
- Johann Stötter (Universität Innsbruck), Obmann-Stellvertreter
- Alexander Passer (Technische Universität Graz), Obmann-Stellvertreter
- Lukas Meyer (Universität Graz), Obmann-Stellvertreter
- Anna Meyer (Montanuniversität Leoben), Schriftführerin
- Sabine Kamraner-Köpf (Österreichische Hagelversicherung), Schriftführerin-Stv.
- Daniel Huppmann (Internationales Institut für angewandte Systemanalyse), Kassier
- Simon Tschannett (Weatherpark), Kassier-Stellvertreter
- Helga Kromp-Kolb (BOKU), Vorstandsmitglied
- Alina Brad (Universität Wien), Vorstandsmitglied

## Austrian Panel on Climate Change
In Anlehnung an das Intergovernmental Panel on Climate Change (IPCC) wurde 2014 in Trägerschaft des CCCA das Austrian Panel on Climate Change (APCC) eingerichtet. Im Rahmen des APCC fassen Wissenschaftler den Stand des Wissens um den gegenwärtigen Klimawandel in Österreich zusammen. Ähnlich wie das IPCC veröffentlicht auch das APCC Sachstandsberichte zum Klimawandel allgemein oder Berichte zu speziellen, thematisch abgegrenzten Fragestellungen (special reports). Die Berichte werden mit Mitteln des österreichischen Klima- und Energiefonds finanziert.
Folgende Sachstandsberichte hat das APCC veröffentlicht:
- Österreichischer Sachstandsbericht 2014 (AAR14). Verlag der Österreichischen Akademie der Wissenschaften, Wien, ISBN 978-3-7001-7699-2 (ccca.ac.at).
- Zweiter Österreichischer Sachstandsbericht zum Klimawandel - D. Huppmann, M. Keiler, K. Riahi, H. Rieder (eds.): Second Austrian Assessment Report on Climate Change (AAR2) of the Austrian Panel on Climate Change (APCC). Hrsg.: Austrian Panel on Climate Change. Austrian Academy of Sciences Press, Wien Juni 2025, doi:10.1553/aar2 (austriaca.at).

Bis 2025 sind folgende Sonderberichte (Special Reports) erschienen:
- Gesundheit, Demographie und Klimawandel (SR18/SRGesundheit). Verlag der Österreichischen Akademie der Wissenschaften, 2018, doi:10.1553/asr18 (open access).
- Tourismus und Klimawandel (SR19/SRTourismus). Springer, 2020, doi:10.1007/978-3-662-61522-5 (open access).
- Strukturen für ein klimafreundliches Leben. Springer, 2023, doi:10.1007/978-3-662-66497-1 (open access).
- Landnutzung und Klimawandel in Österreich. Springer, 2024, doi:10.1007/978-3-662-67864-0 (open access).